# Zymomonas mobilis
Espèce
Synonymes
- "Zymomonas mobile" (sic)
(Lindner 1928) Kluyver et van Niel 1936
- "Zymomonas anaerobia"
(Shimwell 1937) Kluyver 1957
- "Thermobacterium mobile"
Lindner 1928
- "Saccharomonas lindneri"
(Kluyver et Hoppenbrouwers 1931) Shimwell 1950
- "Pseudomonas lindneri"
Kluyver et Hoppenbrouwers 1931
- "Achromobacter anaerobium" (sic)
Shimwell 1937

Zymomonas mobilis est une bactérie anaérobie facultative à Gram négatif en forme de bâtonnet particulièrement connue pour ses capacités de fermentation alcoolique qui l'ont fait étudier pour la production industrielle d'éthanol pour biocarburants. Elle a été isolée au préalable de boissons alcooliques telles que le vin de palme africain, le pulque mexicain ainsi que comme contaminant du cidre et de la bière en Europe.
Z. mobilis dégrade certains glucides en pyruvate par la voie d'Entner-Doudoroff, puis le pyruvate est fermenté en éthanol et dioxyde de carbone de façon analogue aux levures. Elle est plus efficace que Saccharomyces. cerevisiae (la levure de bière) pour traiter le glucose, le fructose et le saccharose, mais ne traite pas les oses en C5 tels que le xylose et l'arabinose, qui sont abondants dans les hydrolysats lignocellulosiques, et est sensible aux inhibiteurs tels que l'acide acétique et divers composés phénoliques.
La membrane plasmique de Z. mobilis contient des hopanoïdes, des triterpènes lipidiques qui jouent un rôle analogue à celui du cholestérol des eucaryotes, permettant à la bactérie de supporter des concentrations d'éthanol de l'ordre de 13 %.